# Лос-Льянос-де-Аридане
Лос-Льянос-де-Аридане — муниципалитет провинции Санта-Крус-де-Тенерифе, Канарские острова, Испания. Расположен на западе острова Ла-Пальма, в долине Аридане. Имея 20 930 жителей (2013 г.) это самый густонаселенный муниципалитет Ла-Пальмы.

## История
В августе 1812 года был образован город Лос-Льянос, в который тогда входили также города Эль-Пасо, Тасакорте и Аргуаль. В 1837 году Эль-Пасо был отделен от Лос-Льяноса. В 1925 году Тасакорте, который в то время был самым густонаселенным и наиболее экономически развитым городом муниципалитета, был также отделен от Лос-Льяноса.

## География
Муниципалитет занимает площадь 35,79 кв. км². Он расположен на высоте 325 метров над уровнем моря, длина побережья — 6,43 км.
Основные районы: Лос-Льянос, Аргуаль, Монтанья-Тениска, Эль-Роке, Лос-Баррос, Ла-Лагуна, Тодоке, Лас-Манчас-де-Абахо, Пуэрто-Наос, Триана, Ретамар-Хедей и Эль-Ремо. Муниципалитет является одним из экономических двигателей острова, экономика которого основана на бананах и туризме.

## Достопримечательности

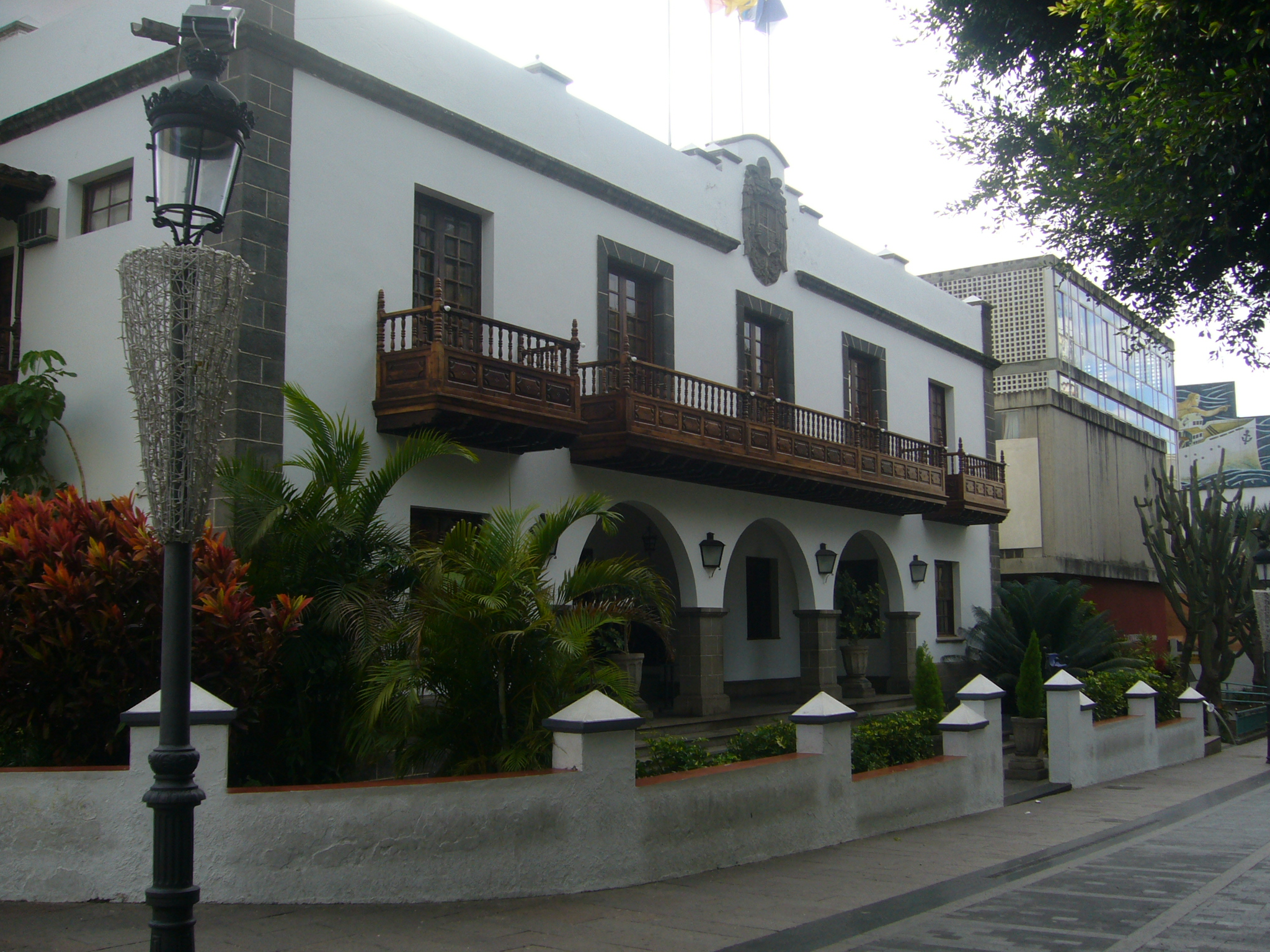
Фасад мэрии

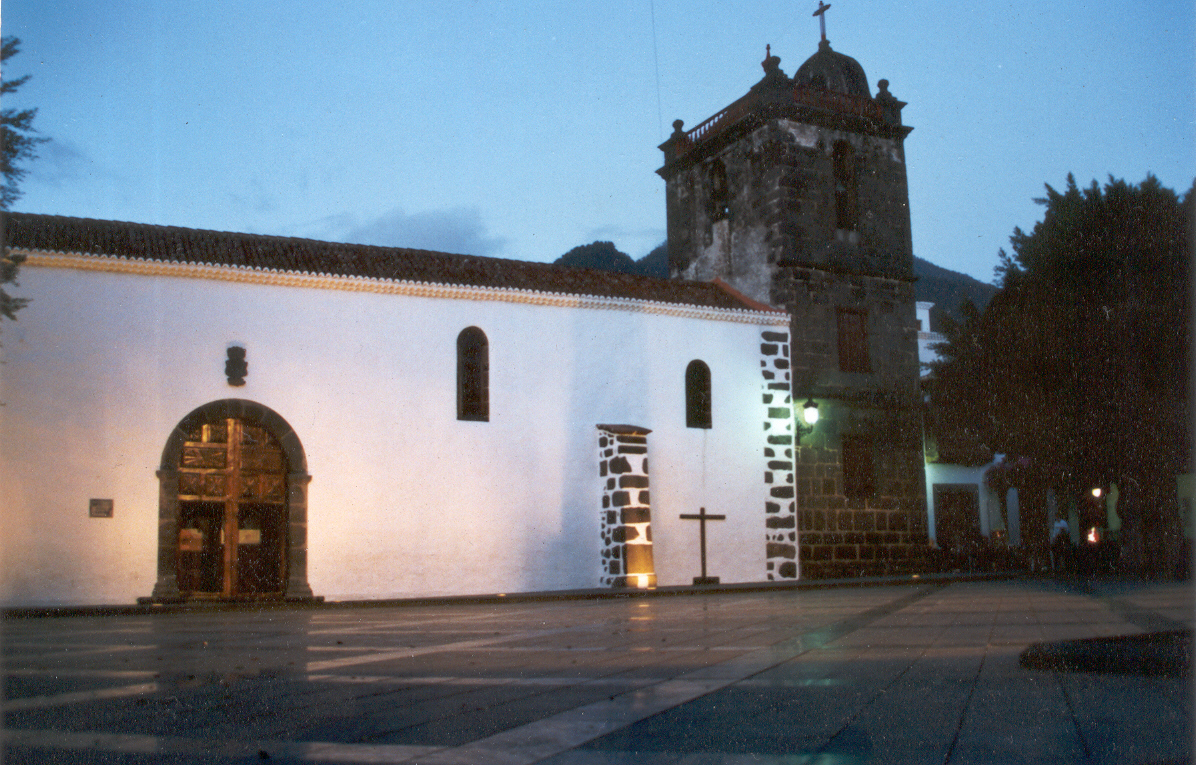
Площадь Испании в Лос-Льянос-де-Аридане с церковью Нуэстра-Сеньора-де-лос-Ремедиос

- Ратуша: изначально располагалась в традиционном доме на месте современного Дома культуры. Строительство нынешней ратуши в региональном стиле по проекту архитектора Томаса Мачадо было начато в 1945 году. Фасад представляет собой выступающие балконы, покрытые плиткой, а на последнем — окно с решетчатой решеткой. В зале мэрии хранятся семь картин Антонио Пальма Суареса Гонсалеса, написанных маслом, на которых воспроизведены исторические события и сцены.
- Площадь Испании и её окрестности — административный центр, историческая достопримечательность, а также место встреч и отдыха всех горожан и гостей города, где расположены наиболее интересные здания. Площадь расположена в самом центре города. В 2000 г. на площади был реконструирован тротуар. Вокруг площади растут 11 индийских лавров (Ficus microcarpa), которые вместе с королевскими пальмами были привезены с Кубы мигрантами в середине 19 века.

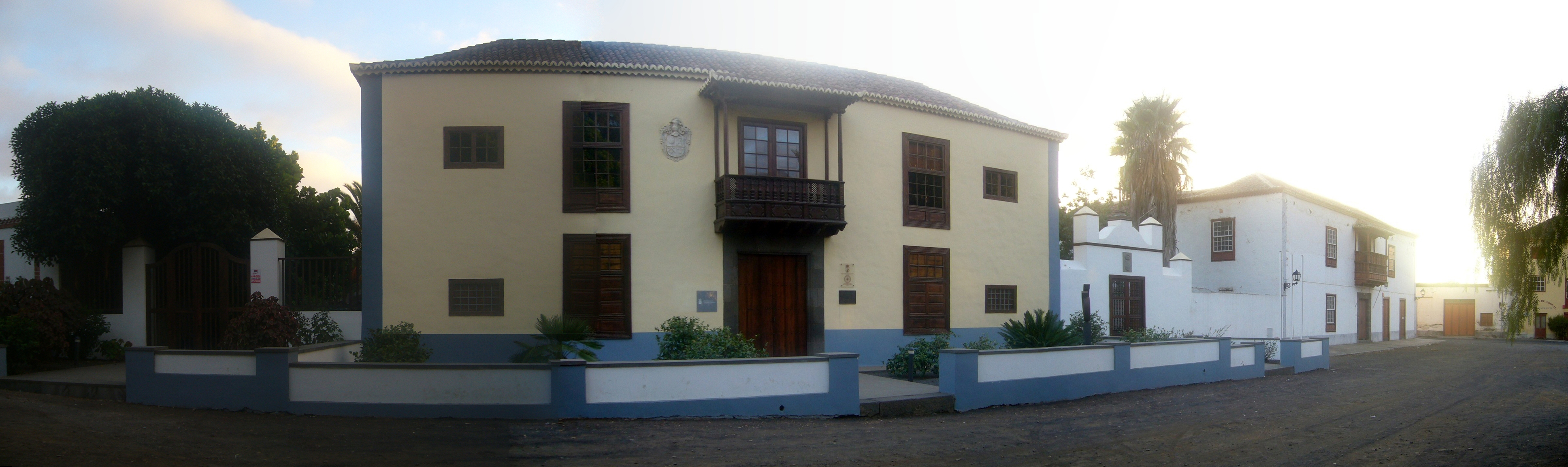
Особняк Массьё, в Льяно-де-Аргуаль

- Льяно-де-Аргуаль : место, где началась экономическая история долины Аридане. Здесь находятся 4 старинных особняка 17 и 18 веков: дом Онтанилья Велес, дом Массиу Ван Далле (собственность Кабильдо Исулара, преобразован в выставочный центр и офис туристической информации), дом Поджио Мальдонадо и дом Сотомайора (самый старый из сохранившихся).
- Площадь Четырёх Дорог: эта площадь (площадка обозрения), спроектированная островным художником Луисом Морера, была построена между 1993 и 1996 годами.

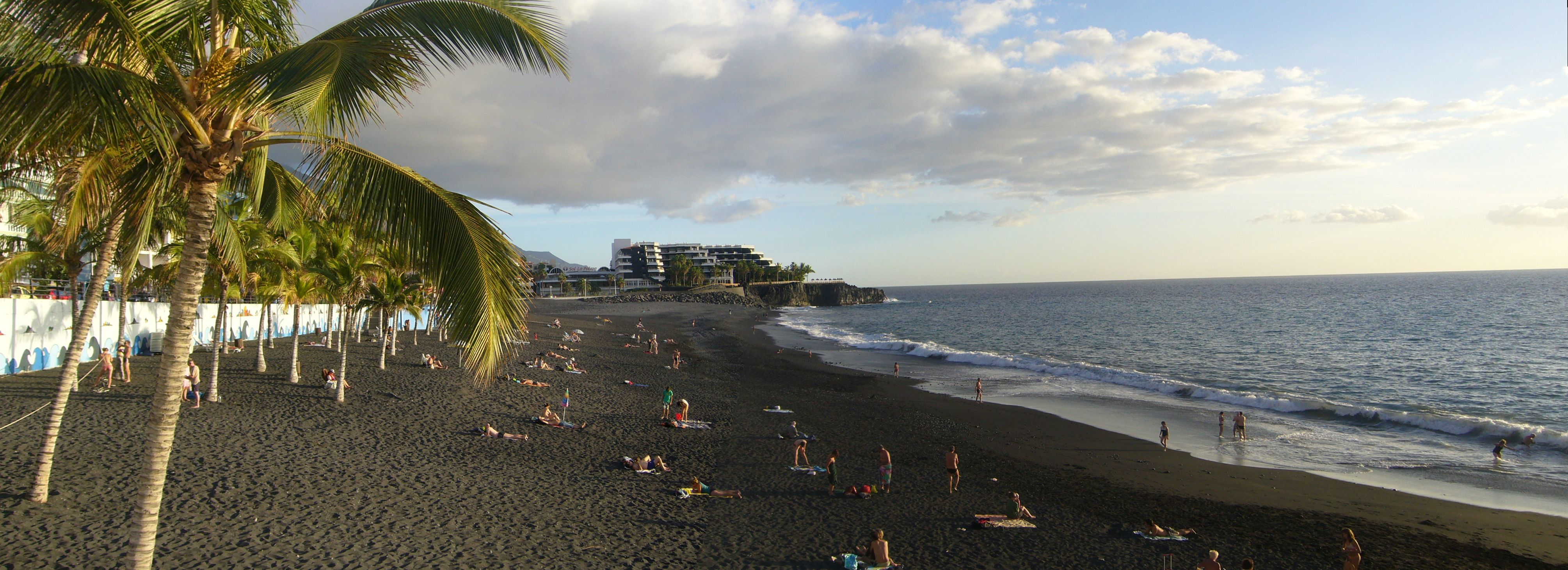
Пляж Пуэрто-Наос

- Пляж Пуэрто-Наос : он расположен в лучшем районе к западу от острова. Круглый год на нём умеренная температура, за что он был удостоен премии «Голубой флаг» благодаря своим услугам и кристально чистой воде. Здесь расположен бульвар, который проходит вдоль пляжа с чёрным песком.
- Пляж Чарко-Верде : бухта с чёрным песком к югу от Пуэрто-Наос, где расположен старинный горячий источник, который когда-то использовался в лечебных целях. Впервые он получил награду «Голубой флаг» в 2009 году.

## Образование

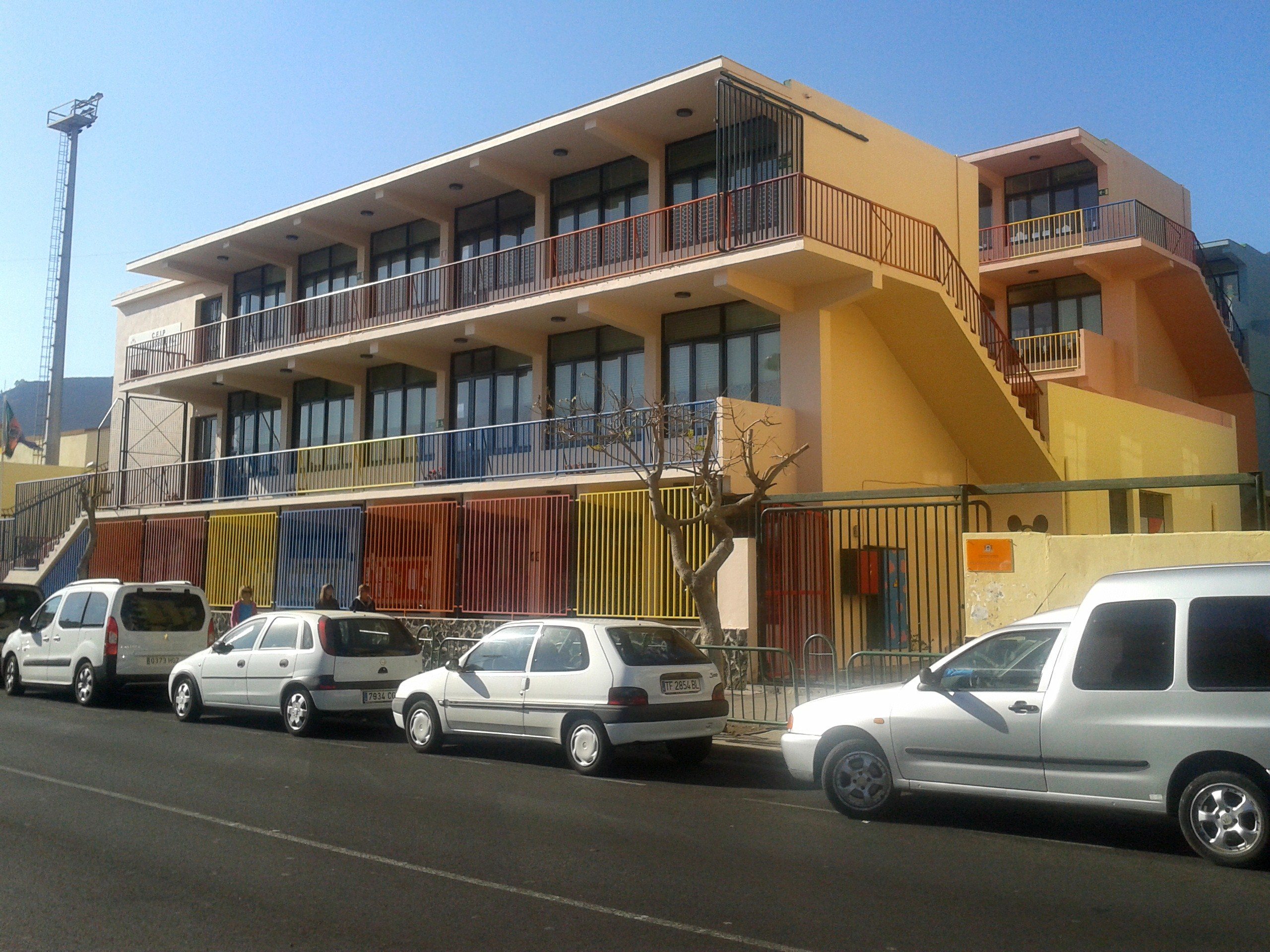
CEIP «25 лет мира»

Муниципалитет имеет разветвленную систему образования, как начальную, так и среднюю школу и университет. Начальные школы включают: CEIP El Roque, CEIP Mayantigo, CEIP Puerto Naos, CEIP Tajuya, CEIP Todoque, CEIP 25 Years of Peace, CEIP Las Manchas и CEIP Los Campitos.
Помимо двух средних школ, IES Eusebio Barreto Lorenzo и IES Jose Maria Perez Pulido, имеются также сельскохозяйственная школой в Лос-Льяносе, колледжем специального образования Acerina Princess и государственная языковая школа в Лос-Льяносе. Университет Лос-Льяноса представлен Национальным университетом дистанционного образования (UNED).
В муниципалитете есть только одна частная школа Святого Семейства Назарета, предлагающая детское, начальное и среднее образование.

## Библиотеки
В Лос-Льяносе есть 2 библиотеки, одна из которых находится в Доме культуры муниципалитета, а другая — в Культурном центре Аргуаль.

## Население
| Год     | численность населения |
| ------- | --------------------- |
| 1991 г. | 16 189                |
| 1996 г. | 17 994                |
| 2001 г. | 17 720                |
| 2002 г. | 20 238                |
| 2003 г. | 20 001                |
| 2004 г. | 19 659                |
| 2013    | 20 930                |